# Lhéraule
Lhéraule é uma comuna francesa na região administrativa de Altos da França, no departamento de Oise. Estende-se por uma área de 2,76 km². Em 2010 a comuna tinha 195 habitantes (densidade: 70,7 hab./km²).